# 2013-as holland labdarúgó-szuperkupa
A 2013-as volt a Szuperkupa 24. döntője és azon belül a 18. Johan Cruijff-kupa.
A döntőt július 27-én rendezték. A helyszín idén is Amszterdamban volt, pontosabban az Amsterdam ArenA-ban. A döntő két résztvevője a bajnoki cím nyertese, az AFC Ajax és a kupagyőztes az AZ Alkmaar voltak.
Az Ajax a döntőt hosszabbítás után nyerte meg 2:3-ra, Siem de Jong 103. percben szerzett góljával. Az 1995-ös döntő óta ez volt az első, ami nem a rendes játékidőben dőlt el. Egy kis érdekesség, hogy a döntő öt góljából hármat izlandiak lőttek. A döntővel az Ajax negatív sorozata is megszakadt. Az előző három döntőben is részt vettek, de mindet elvesztették.

## Döntő
| 2013. július 27. 20:00 |

| AZ Alkmaar                          | 2 – 3 (h.u.)        | AFC Ajax                                                 |
| ----------------------------------- | ------------------- | -------------------------------------------------------- |
| Guðmundsson 51' Aron Jóhannsson 67' | (0 – 0) Jegyzőkönyv | Gouweleeuw 69' (öngól) Sigthórsson 75' Siem de Jong 103' |

| Amsterdam ArenA, Amszterdam Nézőszám: 48.000 Játékvezető: Richard Liesveld |

| AZ | Ajax |

| AZ Alkmaar:     |    |                         |     |
|                 |    |                         |     |
| GK              | 1  | Esteban Alvarado        |     |
| RB              | 2  | Mattias Johansson       |     |
| CB              | 24 | Jeffrey Gouweleeuw      |     |
| CB              | 29 | Jan Wuytens             |     |
| LB              | 4  | Nick Viergever          |     |
| DM              | 8  | Nemanja Gudelj          |     |
| CM              | 19 | Markus Henriksen        |     |
| CM              | 12 | Viktor Elm              | 81' |
| RW              | 23 | Roy Beerens             | 84' |
| CF              | 20 | Aron Jóhannsson         |     |
| LW              | 7  | Jóhann Berg Guðmundsson | 98' |
| Cserék:         |    |                         |     |
| MF              | 10 | Willie Overtoom         | 81' |
| FW              | 40 | Fernando Lewis          | 84' |
| MF              | 11 | Maarten Martens         | 98' |
| DF              | 28 | Thomas Lam              |     |
| GK              | 16 | Yves De Winter          |     |
| DF              | 5  | Donny Gorter            |     |
| MF              | 26 | Celso Ortíz             |     |
| Edző:           |    |                         |     |
| Gertjan Verbeek |    |                         |     |

| AFC Ajax:     |    |                      |      |
|               |    |                      |      |
| GK            | 1  | Kenneth Vermeer      |      |
| RB            | 2  | Ricardo van Rhijn    | 90'  |
| CB            | 3  | Toby Alderweireld    |      |
| CB            | 4  | Niklas Moisander     |      |
| LB            | 17 | Daley Blind          | 105' |
| CM            | 8  | Christian Eriksen    |      |
| CM            | 10 | Siem de Jong         |      |
| CM            | 20 | Lasse Schøne         |      |
| RW            | 11 | Bojan Krkić          | 64'  |
| CF            | 9  | Kolbeinn Sigthórsson |      |
| LW            | 7  | Viktor Fischer       |      |
| Cserék:       |    |                      |      |
| DF            | 15 | Nicolai Boilesen     | 105' |
| MF            | 16 | Lucas Andersen       | 64'  |
| DF            | 12 | Joël Veltman         | 90'  |
| GK            | 22 | Jasper Cillessen     |      |
| MF            | 25 | Thulani Serero       |      |
| CF            | 23 | Dannyi Hoesen        |      |
| Edző:         |    |                      |      |
| Frank de Boer |    |                      |      |

| HOLLAND-SZUPERKUPA 2013  |
| ------------------------ |
| AFC Ajax 8. kupagyőzelem |

## Egyéb
- Holland labdarúgó-szuperkupa